# Sailly-au-Bois
Sailly-au-Bois település Franciaországban, Pas-de-Calais megyében. Lakosainak száma 287 fő (2022. január 1.). Sailly-au-Bois Foncquevillers, Hébuterne, Bayencourt, Bertrancourt, Coigneux, Colincamps és Courcelles-au-Bois községekkel határos.

## Népesség
A település népessége az elmúlt években az alábbi módon változott:
| Lakosok száma | 300  | 305  | 308  | 309  | 308  | 310  | 301  | 294  | 287  |
|               | 2013 | 2015 | 2016 | 2017 | 2018 | 2019 | 2020 | 2021 | 2022 |